# Gora Festival'naja
Gora Festival'naja är ett berg i Antarktis. Det ligger i Östantarktis. Norge gör anspråk på området. Toppen på Gora Festival'naja är 2 061 meter över havet.
Terrängen runt Gora Festival'naja är platt åt nordväst, men åt sydost är den kuperad.  Trakten är obefolkad. Det finns inga samhällen i närheten.